# Гульченко Олександр Миколайович
Олекса́ндр Микола́йович Гу́льченко (* 1981) — старший солдат Збройних сил України, 95-та бригада. Учасник російсько-української війни.

## З життєпису
Народився 1981 року в Новгородці Кіровоградської області. 2001 року починав учнем прохідника, закінчив Криворізький політехнікум, став майстром. Працює начальником дільниці бурових робіт. Одружений, з дружиною Наталією виховують двоє дітей.
В часі війни мобілізований у серпні 2014-го. Брав участь у боях за Дебальцеве.

## Нагороди
За особистий внесок у зміцнення обороноздатності Української держави, мужність, самовідданість і високий професіоналізм, виявлені під час виконання військового обов'язку, та з нагоди Дня Збройних Сил України нагороджений орденом «За мужність» III ступеня (2.12.2016).